# Cumulus Media
Cumulus Media, Inc. ist eine private US-amerikanische Radiogesellschaft mit Sitz in Atlanta, Georgia. Das Unternehmen hat 3.706 Vollzeitbeschäftigte und erwirtschaftete 2015 einen Umsatz von 1,168 Mrd. US-$.
Das Unternehmen besitzt rund 570 Radiosender unterschiedlicher Größe auf 150 Märkten (Stand: 2011).
Nach Angaben der IHeartMedia ist Cumulus Media der zweitgrößte Betreiber von Ultrakurzwelle- und Mittelwellenstationen in den USA. 2010 übernahm das Unternehmen die Radiosparte der Citadel Broadcasting Corperation, dem bis zu diesem Zeitpunkt drittgrößten Marktteilnehmer.

## Unternehmensstruktur
Cumulus Media gliedert sich in mehrere regionale Lizenzgesellschaften für den Besitz von Sendern und einer Reihe von Programm-Netzwerken:
- WestwoodOne
  - CBS Radio Network (nicht zu verwechseln mit dem Unternehmen CBS Radio)
  - NBC Radio Network
  - NBC Sports Radio
  - Waitt Radio Networks (Dial Global Local)
  - Dial Global Total (Ausgründung von Transtar Radio Networks, Jones Radio Networks und Satellite Music Network)
- CBS Sports Radio
- Nash FM

## Hörfunksender
Im Folgenden eine Auswahl der Radiosender, die teilweise über Tochtergesellschaften betrieben werden:
- KGO-AM, San Francisco
- KKAT, Salt Lake City, Utah
- KSAN, San Francisco
- KTCK, Dallas, Texas
- WBRW, Blacksburg, Virginia
- WJR, Detroit